# Brădețelu, Mureș
Brădețelu este un sat în comuna Ibănești din județul Mureș, Transilvania, România.